# Dipsastraea wisseli
Dipsastraea wisseli is een rifkoralensoort uit de familie Merulinidae. De wetenschappelijke naam van de soort is, als Favia wisseli, in 1983 voor het eerst geldig gepubliceerd door Georg Scheer & C.S. Gopinadha Pillai. De soort werd vernoemd naar Klaus Wissel, die bij het onder water fotograferen van  koralen tijdens de tweede Xarifa expeditie overleed bij Shaab Anbar in de Rode Zee op 7 november 1957, de dag dat de soort daar werd verzameld.